# Дискриминация

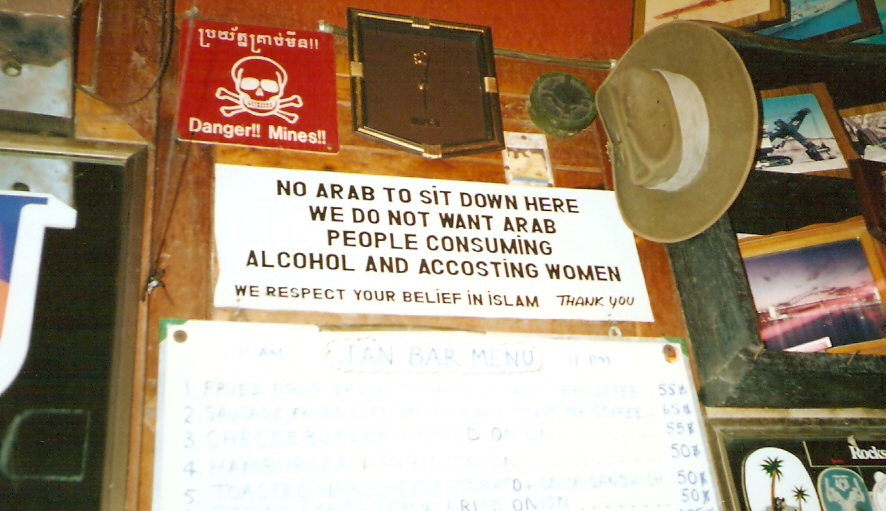
Антиарабизм надпись в Паттайе (Таиланд):
«Ни один араб не сядет здесь.
Мы не хотим, чтобы арабы пили алкоголь и приставали к женщинам.
Мы уважаем вашу веру в ислам. Спасибо».

Дискримина́ция (от лат. discrīminātio — «обособление», «различение») — ограничение прав и свобод человека и/или различное обращение с людьми или социальными группами на основании какого-либо признака. Дискриминация находится в тесной причинно-следственной связи с угнетением, которое является одним из главных последствий дискриминации.
К признакам, становящимся основой для дискриминации, могут относиться: возраст, каста, цвет кожи, судимость, внешность, рост, вес, здоровье, психические расстройства, потребление наркотиков, инвалидность, этническая принадлежность, семейное положение, поколение, генетические характеристики, брачное положение, национальность, религия, пол, социальный класс, образование, сексуальная ориентация и гендерная идентичность, трудовая и по месту жительства, политические убеждения, язык и т. д. Дискриминация состоит в обращении с отдельным лицом или группой на основе их фактического или предполагаемого членства в определённой группе или социальной категории «в каком-либо смысле хуже, чем с людьми обычно обращаются». Это включает в себя первоначальную реакцию или взаимодействие группы, которое продолжает влиять на фактическое поведение индивида по отношению к лидеру или группе, ограничивая членов одной группы возможностями или привилегиями, доступными для другой группы, что приводит к исключению индивида или организаций на основе нелогичных или нерациональных решений.
Дискриминационные традиции, правила, идеи, практики и законы существуют во многих государствах, странах и учреждениях по всему миру, даже там, где дискриминация считается неприемлемой. В некоторых местах были введены определённые меры, такие как квоты, для предоставления преференций членам маргинализированных групп населения. В некоторых местах такая политика, как квоты, использовалась в интересах жертв дискриминации, но многие политики расценивают это как обратную дискриминацию.
В США была учреждена государственная политика, называемая позитивными действиями, чтобы мотивировать работодателей и образовательные учреждения предоставлять преимущества группам (вроде афроамериканцев и женщин), которые не имели таких преимуществ ранее.

## Определение и виды дискриминации
Под дискриминацией понимают ограничение прав по признакам, которые «не являются приемлемыми и подходящими основаниями в условиях, в которых они имеют место», или «различие, исключение, ограничение или предпочтение (..) которое имеет целью или следствием уничтожение или умаление признания, использования или осуществления всеми лицами, на равных началах, всех прав и свобод». Неотъемлемыми элементами дискриминации являются: «ущемление прав; недопустимые признаки, по которым осуществляется дискриминация, отсутствие разумных и объективных оснований для такого обращения». Ущемление прав не обязательно означает неравное обращение — «бывают обстоятельства, когда равное обращение или неспособность принять во внимание существенные в данной ситуации различия могут фактически привести к неравенству и дискриминации». Такое утверждение фактически является основанием для обратной дискриминации, то есть предоставления преимуществ и льгот ранее дискриминируемым.
Дискриминация классифицируется:
- как прямая или косвенная;
- как правовая или неофициальная[7];
- как индивидуальная, институциональная[англ.] и структурная[англ.][9];
- по сфере, в которой она проявляется (жилище, занятость, доступ к товарам или услугам и т. д.);
- по признаку (основанию), определяющему страдающую от дискриминации группу (возраст, пол, гендер, инвалидность, национальность, вероисповедание, убеждения, образование, экономический или правовой статус и т. д.).

Дискриминация также может быть внутренней. При внутренней дискриминации представители социальной группы осуществляют дискриминационные практики по отношению к другим представителям своей группы на основе самостигматизации.

## Типы дискриминации

### По росту
Хайтизм (дискриминация по росту) — это предубеждение или дискриминация в отношении людей по признаку роста. В принципе, это относится к дискриминационному обращению с лицами, чей рост не находится в пределах нормального приемлемого диапазона роста в популяции.

### По возрасту (эйджизм)
Эйджизм или возрастная дискриминация — это дискриминация и стереотипы, основанные на чьем-либо возрасте. Это набор убеждений, норм и ценностей, которые используются для оправдания дискриминации или подчинения в зависимости от возраста человека. Эйджизм чаще всего направлен на пожилых людей, подростков и детей.
Возрастная дискриминация при приёме на работу наблюдается в Соединённых Штатах. Джоанна Лахи, профессор Школы государственного управления и государственной службы им. Буша в Техасском университете A&M, обнаружила, что фирмы более чем на 40 % чаще берут интервью у молодого взрослого соискателя работы, чем пожилого соискателя. В Европе Стийн Баерт, Дженнифер Норга, Янник Туи и Марике Ван Хеке, исследователи из Гентского университета, измерили сопоставимые коэффициенты в Бельгии. Они обнаружили, что дискриминация по возрасту неоднородна в зависимости от активности старших кандидатов в течение дополнительных лет после обучения. В Бельгии они подвергаются дискриминации только в том случае, если у них больше лет бездействия или плохой работы.
В опросе для Кентского университета в Англии, 29 % респондентов заявили, что они испытывали возрастную дискриминацию. Это выше, чем по признаку пола или расе. Доминик Абрамс, профессор социальной психологии в университете, пришёл к выводу, что эйджизм является наиболее распространённой формой предрассудков, с которыми сталкивается население Великобритании.

### Дискриминация людей с инвалидностью (эйблизм)
Дискриминация в отношении людей с ограниченными возможностями называется эйблизмом. Дискриминация по инвалидности рассматривает лиц с неограниченными возможностями как нормальных, что приводит к тому, что общественные и частные места и услуги, образование и социальная работа предназначены для обслуживания «стандартных» людей, снижая тем самым удобства для людей с различными нарушениями. Исследования показали, что занятость необходима не только для обеспечения жизни, но и для поддержания психического здоровья и благополучия. Работа удовлетворяет ряд основных потребностей человека, таких как коллективные цели, социальные контакты, статус и деятельность. Человек с ограниченными возможностями часто оказывается социально изолированным, и работа является одним из способов уменьшить изоляцию.

### Дискриминация в области занятости
В своей книге Экономика дискриминации (англ. The Economics of Discrimination) нобелевский лауреат Гэри Беккер показал, что рынок наказывает предприятия, допускающие дискриминацию.
Прибыльность дискриминирующего предприятия падает прямо пропорционально тому, насколько часто работодатель опирается на предрассудки, вместо того, чтобы оценить работника по достоинству. Предпочтение менее квалифицированного работника более квалифицированному влечёт потери, пропорциональные разнице профессиональных характеристик. Клиенты, которые предвзято относятся к конкретным категориям работников, в среднем платят больше за полученные услуги.

### По национальности
Дискриминация по признаку национальности обычно включается в законы о занятости (см. Выше раздел, посвященный дискриминации в сфере занятости). Иногда его называют связанным с расовой дискриминацией, хотя он может быть отдельным. Это может варьироваться от законов, которые предотвращают отказы в приёме на работу на основании национальности, постановки вопросов о происхождении, до запретов на увольнение, принудительный выход на пенсию, компенсацию и оплату труда и т. д. на основании национальности.
Дискриминация по признаку национальности может проявляться как «уровень принятия» в спортивной или рабочей команде в отношении новых членов команды и сотрудников, которые отличаются от национальности большинства членов команды.
В Совете сотрудничества арабских государств Персидского залива на рабочем месте льготный режим предоставляется полноправным гражданам, хотя многим из них не хватает опыта или мотивации для выполнения работы. Государственные льготы также обычно доступны только для граждан. Западным жителям также могут платить больше, чем другим иностранцам.

### По расе или этносу

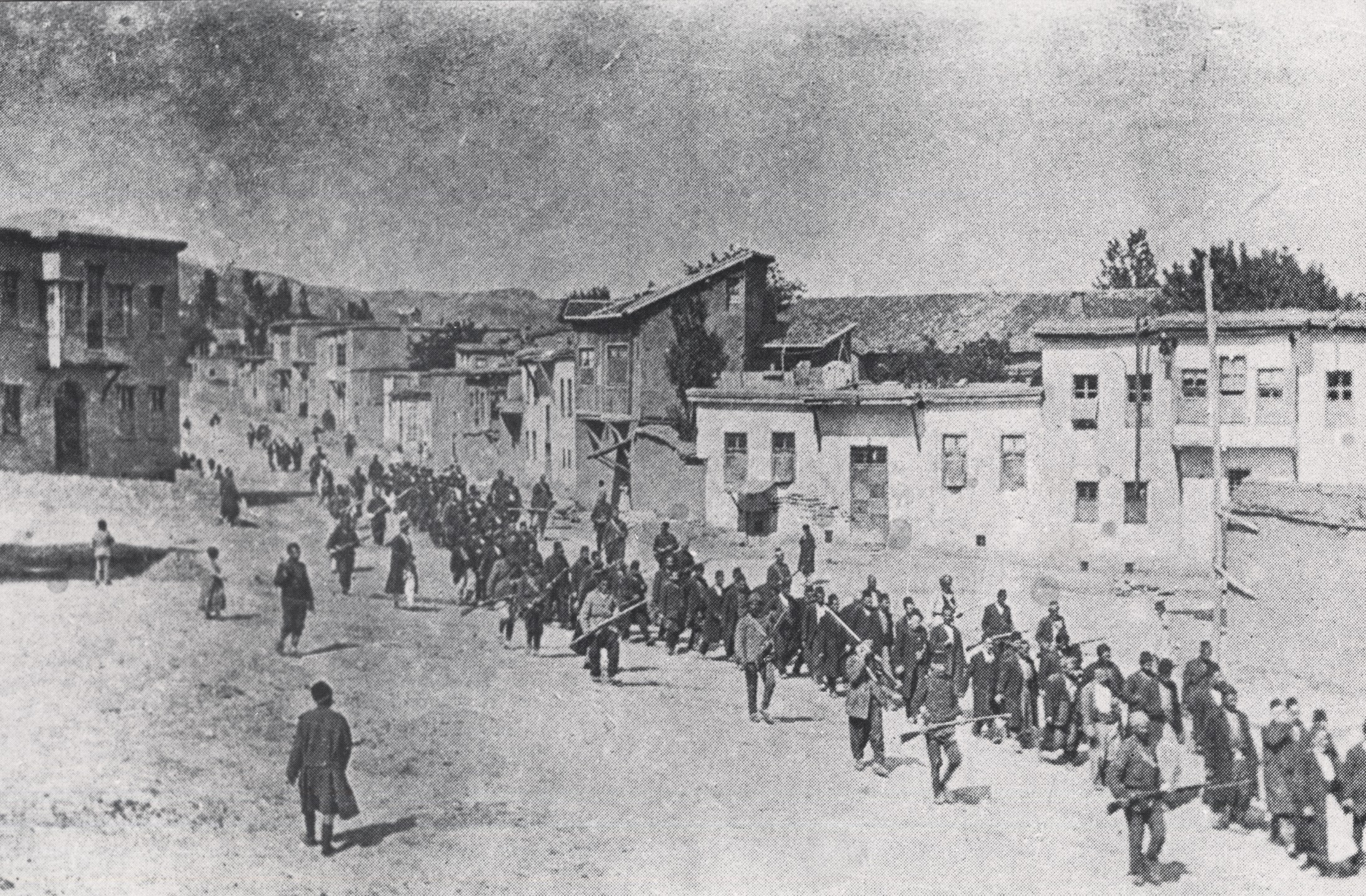
Армяне маршируют на принудительные работы. Османская империя, апрель 1915 года

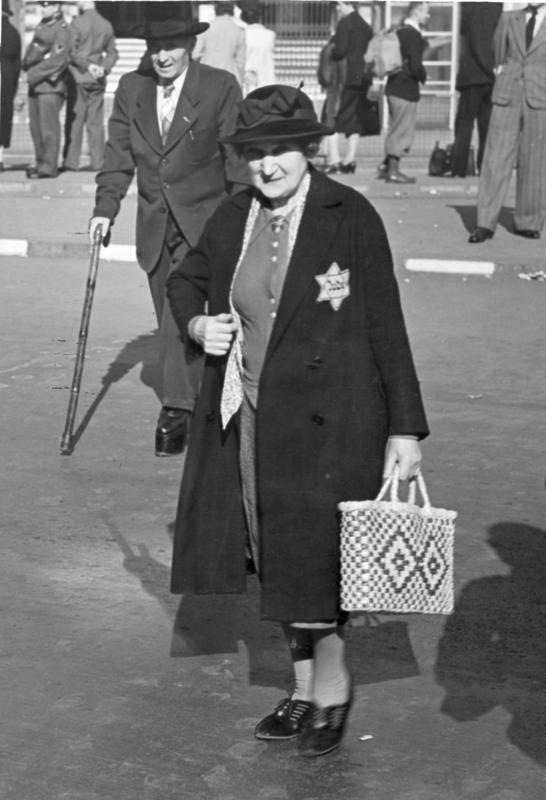
Еврейка, носящая жёлтую звезду в 1941 в Берлине.

Расовая и этническая дискриминация дифференцирует людей на основе реальных и предполагаемых расовых и этнических различий и приводит к различным формам этнического штрафа. Эта была официальная политика правительства в нескольких странах, таких как Южная Африка в эпоху апартеида. Дискриминационная политика в отношении этнических меньшинств включает в себя расовую дискриминацию этнических индийцев и китайцев в Малайзии. После войны во Вьетнаме многие вьетнамцы бежали от власти коммунистов в Соединённые Штаты Америки, где они, по их мнению, сталкивались с дискриминацией.
Четверть людей в английских тюрьмах являются представителями этнических меньшинств. Комиссия по вопросам равенства и прав человека установила, что по состоянию на 2010 год в Англии и Уэльсе чернокожий был в пять раз чаще заключён в тюрьму, чем не афробританец. Расхождение объясняется «десятилетиями расовых предрассудков в системе уголовного правосудия».
В Соединённых Штатах немотивированная проверка расовых меньшинств сотрудниками правоохранительных органов была названа расовой дискриминацией.
В системе уголовного правосудия Соединённых Штатов представители расовых меньшинств чаще осуждаются судом и заключаются в тюрьму по сравнению с большинством.
Расовая дискриминация при приёме на работу, как было показано, существует как в Соединённых Штатах, так и в Европе. Используя полевой эксперимент, Марианна Бертран и Сендхил Малленатан показали, что в начале этого тысячелетия заявки от кандидатов на работу с европейскими именами получили на 50 процентов больше обратных вызовов для интервью, чем с афро-американскими именами в США. В 2009 году исследование показало, что чернокожие кандидаты на низкооплачиваемую работу в два раза реже, чем идентично квалифицированные белые соискатели, получают обратные вызовы или предложения о работе. Совсем недавно Стейн Баерт, Барт Кокс, Нильс Гейл и Кора Вандамме повторили и расширили свой полевой эксперимент в Бельгии, Европе. Они обнаружили, что расовая дискриминация на рынке труда неоднородна из-за напряжённости на рынке труда в сфере занятости. По сравнению с местными жителями кандидатов с иностранными именами одинаково часто приглашаются на собеседование в Бельгии, если они подают заявки на профессии, вакансии которых трудно заполнить, но им необходимо отправить в два раза больше заявок на профессии, для которых напряженность на рынке труда низкая. В соответствии с идеологией левых политиков, предпочтение работодателей, отдаваемое согражданам перед иммигрантами, трактуется как дискриминация.

### По полу и гендеру (сексизм)
Сексизм — это предубеждение или дискриминация по признаку пола или гендера. Термин «сексизм» может применяться и по отношению к мужчинам, но наиболее часто он используется в смысле дискриминации по отношению к женщинам.
Дискриминация тесно связана с гендерными стереотипами, которых придерживается общество. В законах о дискриминации понятия гендера и пола часто синонимизируются, хотя они существенно разграничиваются во многих социальных науках. Половая стереотипизация может напрямую рассматриваться как дискриминация по половому признаку — на данный подход ориентируется судебная практика США со времён исторического решения Price Waterhouse v. Hopkins 1989-го года. Европейский суд по правам человека постепенно переходит к подходу, согласно которому стереотипы рассматриваются как структурный фактор, сдерживающий эмансипацию. Большой вклад в разработку теории, опирающейся на анти-стереотипизационный принцип в делах о половой дискриминации внесла американский юрист Рут Гинзбург. Анти-стереотипизационный подход отвергает апелляцию к традициям и «сохранению культуры», поскольку подобные апелляции не только не являются обоснованием для нормализации дискриминации, но часто сами по себе представляют собой апелляцию к стереотипам.
Вместе с тем, как отмечает Ольга Подоплелова, практика Конституционного суда Российской Федерации, напротив, характеризуется опорой на гендерные стереотипы по делам о гендерной дискриминации.

#### Дискриминация женщин

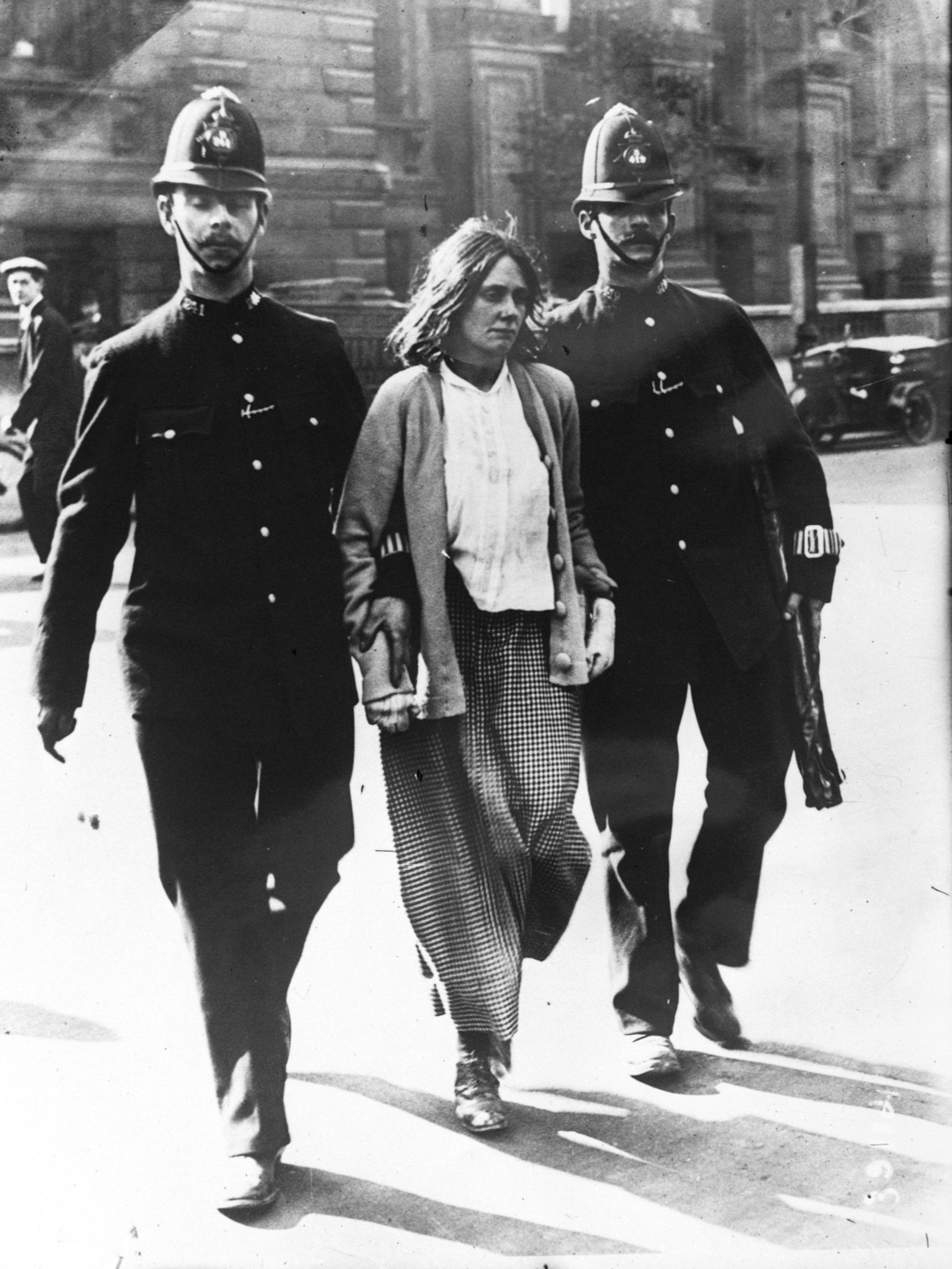
Арест члена организации суфражисток в Лондоне, 1914 г. Организации суфражисток проводили кампанию за право женщин голосовать

Сексуальная дискриминация также может возникать, когда доминирующая группа склоняется к меньшинству. Одним из таких примеров является Википедия. В сообществе Википедии около 13 процентов зарегистрированных пользователей составляют женщины. Это создает гендерный разрыв и оставляет место для системного смещения:358. Женщины не только более тщательно изучены, но и представление о женщинах-авторах также упускается из виду. По сравнению с мужчинами, во всех списках источников шансы женщин в Википедии выше на 2,6[уточнить][значимость факта?].
Многие судебные процессы по делам о дискриминации касаются случаев пересечения дискриминации женщин с дискриминацией по другим признакам.

#### Дискриминация мужчин
С распространением феминизма появилось также движение за права мужчин (маскулизм).
Дискриминация мужчин проявляется в наличии воинской обязанности и воинского учёта исключительно для мужчин, высокой и ранней смертность из-за социальных и экономических предпосылок, более высоком возрасте при выходе на пенсию для мужчин, различном восприятии насилия над мужчинами и женщинами в зависимости от пола жертвы и предвзятости в отношении мужчин, неблагоприятной ситуации с ментальным здоровьем, некоторых аспектах принудительного обрезания мужчин, дискриминации мужчин при приёме на работу в сферах, где доминируют женщины, дискриминации при назначении опеки над детьми, дискриминации в уголовном и уголовно-исполнительном праве, дискриминации в учёбе, дискриминации гомосексуальных и трансгендерных мужчин.
Есть мнение, что сексизм против женщин имеет больше культурной легитимности и более серьёзные последствия, чем сексизм против мужчин, который не находит отражения в социальных институтах (однако социолог Эйстейн Холтер характеризует положение мужчин в гендерной иерархии скорее как смешанное, но не как чисто доминирующее, поэтому как патриархальный дивиденд, так и издержки мужчин могут варьироваться, а женщины не всегда являться подчинённым полом). Другие авторы оспаривают положение мужчин как привилегированное, и утверждают сексизм против мужчин как значительную проблему.

#### Дискриминация интерсекс-людей
Интерсекс-люди могут сталкиваться со стигматизацией и дискриминацией с рождения или с момента обнаружением интерсексной вариации. Это может включать в себя детоубийство, отказ от ребёнка и стигматизацию семей таких детей.
Интерсекс-люди сталкиваются с дискриминацией в сфере образования, занятости, здравоохранения и спорта, что отрицательно сказывается на их психологическом и физическом здоровье, а также это повышает уровень нищеты среди интерсекс-людей, в том числе в результате вредоносных медицинских практик.
Организация Объединённых Наций, Африканская комиссия по правам человека, Совет Европы, Межамериканская комиссия по правам человека и другие правозащитные организации призвали страны запретить дискриминацию в отношении интерсексов и бороться с ней.

### По сексуальной ориентации и гендерной идентичности
Дискриминация по признаку сексуальной ориентации и гендерной идентичности — дискриминация, то есть нарушение равенства прав и равенства возможностей людей по признаку сексуальной ориентации и гендерной идентичности, не имеющее разумного обоснования. Опубликованные в 2007 году Джокьякартские принципы применения международно-правовых норм о правах человека в отношении сексуальной ориентации и гендерной идентичности причисляют к дискриминации по признаку сексуальной ориентации и гендерной идентичности любую дискриминацию, включающую «различие, исключение, ограничение или предпочтение, основанное на сексуальной ориентации или гендерной идентичности, имеющее целью или следствием уничтожение или умаление права на равенство перед законом или равную защиту со стороны закона, либо признания, использования или осуществления на равных началах всех прав человека и основных свобод».

### По касте
По данным Детский фонд ООН ⟨ЮНИСЕФ⟩ и Human Rights Watch, кастовая дискриминация затрагивает около 250 миллионов человек во всем мире. Дискриминация по признаку касты, по мнению ЮНИСЕФ, в основном распространена в некоторых частях Азии (Индия, Шри-Ланка, Бангладеш, Китай, Пакистан, Непал, Япония), Африке и других. По состоянию на 2011 год в Индии насчитывалось 200 миллионов далитов или зарегистрированных каст (ранее известных как «неприкасаемые»).

### Языковая дискриминация
Дискриминация существует, если существует какое-либо предвзятое отношение к человеку или группе людей, которые либо говорят, либо не говорят на определённом языке или языках. Примером этого является то, что правительственными чиновниками тысячи коренных вайуских колумбийцев были названы насмешливыми именами и одной и той же датой рождения во время кампании по предоставлению им удостоверений личности. Проблема была обнаружена много лет спустя.
Другим примечательным примером языковой дискриминации является борьба за статус бенгальского языка в бывшем Пакистане, политической кампании, сыгравшей ключевую роль в создании Бангладеш. В 1948 году Мохаммад Али Джинна объявил урду национальным языком Пакистана и назвал тех, кто поддерживает использование бенгали, самого распространенного языка в штате, в качестве врагов государства.

### По имени
Также может иметь место дискриминация по имени человека, исследователи предполагают наличие дискриминации по смыслу имени, его произношению, уникальности, половой и расовой принадлежности. Исследования также показали, что реальные рекрутеры тратят в среднем всего шесть секунд, просматривая каждое резюме, прежде чем принять свое первоначальное решение о том, что «подходит / не подходит», и что имя человека — это одна из шести вещей, на которых они фокусируются больше всего. Франция сделала незаконным просмотр имени человека в резюме при отборе первоначального списка наиболее подходящих кандидатов. Великобритания, Германия, Швеция и Нидерланды также экспериментировали со скрытием именными в процессе. Некоторая очевидная дискриминация может объясняться другими факторами, такими как частота имен.

### Обратная дискриминация
Обратная дискриминация — концепция дискриминирования по отношению к членам доминирующей группы или большинства в пользу членов групп меньшинств. Возникновение такого вида дискриминации обусловлено как недостатками в юридическом определении ограничений позитивной дискриминации, так и злоупотреблением вре́менными правовыми преимуществами со стороны ранее дискриминируемых меньшинств.
Следует отличать от понимания обратной дискриминации как другого терминологического обозначения для позитивной дискриминации.

### Положительная дискриминация
Существует мнение о необходимости так называемой «положительной дискриминации» (или «аффирмативных действий») — предоставления ранее ущемлённым слоям общества некоторых преимуществ. Но вопрос справедливости, законности и целесообразности положительной дискриминации не является окончательно решённым. 
Противоположная точка зрения состоит в том, что борьба с дискриминацией меньшинств и положительная дискриминация в некоторых случаях приводит к обратной ситуации — дискриминации потомков белых (так, после того, как в Зимбабве началась активная кампания по лишению белых их собственности, появился термин «чёрный расизм», под которым понимается агрессивное требование признания априорной правоты чернокожего в любом его конфликте с белым). В государствах, где проблема дискриминации стоит особенно остро, в последнее время периодически проходят судебные процессы, на которых уже представители большинства пытаются отстаивать свои права, ущемлённые с помощью законов и правил, призванных бороться с дискриминацией.
По оценке А. Джуринского, в США в результате политики десегрегации и смягчения дискриминации ухудшилось качество образования в «смешанных» школах, но медианный уровень образованности «цветного» населения сравнялся с уровнем образованности «белых».

### Генетическая дискриминация
Генетическая дискриминация возникает, когда люди по-разному относятся к другим (или к ним относятся), потому что они имеют или воспринимаются как имеющие генные мутации, которые вызывают или увеличивают риск наследственного заболевания. Это также может относиться к любой дискриминации, основанной на генотипе человека, а не на его индивидуальных достоинствах. Человек подвергается негативному обращению по причине генетической информации о человеке
Генетическая дискриминация принимает разные формы в зависимости от страны и мер защиты, которые были приняты для ограничения генетической дискриминации. Например, дискриминация возникает, когда работодатель или страховая компания по-разному относятся к людям, потому что у них есть генная мутация, которая вызывает или увеличивает риск наследственного заболевания. В США федеральный закон «Закон о недискриминации в области генетической информации» (GINA) защищает людей от дискриминации на основе их генетической информации в здравоохранении и занятости. GINA состоит из двух частей: Раздел I GINA запрещает дискриминацию на основе генетической информации при медицинском страховании. Раздел II GINA запрещает дискриминацию на основе генетической информации при приеме на работу. GINA и другие законы США не защищают людей от генетической дискриминации при иных обстоятельствах. Например, GINA также не защищает от генетической дискриминации в других формах страхования, кроме такого медицинского страхования как страхование жизни, инвалидности или долгосрочного ухода.
В Канаде Закон «О запрете и предотвращении генетической дискриминации» запрещает любому лицу требовать от человека пройти генетический тест или раскрыть результаты генетического теста в качестве условия для предоставления товаров или услуг заключения или продолжения действия договора(соглашения). Исключения предусмотрены для практикующих врачей и исследователей. Закон предоставляет людям другие меры защиты, связанные с генетическим тестированием и результатами генетических тестов. Закон вносит поправки в Трудовой кодекс Канады, чтобы защитить сотрудников от необходимости проходить или раскрывать результаты генетического теста, а также предоставляет сотрудникам другие меры защиты, связанные с генетическим тестированием и результатами тестов. Он также вносит поправки в Закон Канады о правах человека, запрещающая дискриминацию по генетическим признакам.
Генетическое тестирование становится все более актуальными для иммиграции и мигрантов. При этом существует риск отождествления генетического происхождения с национальностью. Это может привести к дискриминации тех людей, чье генетическое происхождение будет отличаться. Отождествление национальности с генетическим происхождением может стимулировать евгенику современной эпохи, продвигая определённые линии предков или заклеймив другие линии. Ложное смешение может подтолкнуть к изменению политики, чтобы генетическое тестирование стало более важным аспектом иммиграционных процедур. Например, когда в Соединённом Королевстве было проведено пилотное тестирование ДНК сомалийского происхождения, целью было выявление мошенничества, но на самом деле это была дискриминационная политика проверки для чернокожих иммигрантов, которая заклеймила бы сомалийцев, не имеющих «чистого» происхождения.
Случай, произошедший с российской гражданкой, от которой власти Израиля потребовали пройти ДНК-тест для получения разрешения на въезд, вызвал широкую общественную дискуссию о последствиях генетического тестирования по определению этнического происхождения, в том числе в целях получения гражданства.

## Последствия дискриминации

### Здоровье
Данные свидетельствуют о том, что повышенная реакция на стресс связана с ухудшением психического и физического здоровья. Некоторые исследователи утверждают, что повседневное столкновение с дискриминацией может вызывать хронический и накопительный стресс, который приводит к физическому истощению организма. Последствия стресса, вызванного дискриминацией, могут быть долгосрочными. Например, одно исследование, в котором участвовали темнокожие подростки, показало, что ощущение дискриминации в возрасте 16–18 лет влияет на уровень гормонов стресса, артериальное давление, воспалительные процессы и индекс массы тела в возрасте 20 лет.
Дискриминация негативно влияет на здоровье, вызывая негативные эмоции и снижая самоконтроль, что приводит к нездоровому поведению, такому как курение, употребление алкоголя и психоактивных веществ, снижение физической активности и переедание.

## Борьба с дискриминацией на международном уровне
ООН и многие другие международные организации ведут борьбу со всевозможными формами дискриминации. В частности, провозглашены специальные международные дни — Международный день борьбы за ликвидацию насилия в отношении женщин, Международный день мигранта, Международный день памяти жертв работорговли и её ликвидации, Международный день борьбы за ликвидацию расовой дискриминации, Международный день борьбы с гомофобией, трансфобией и бифобией.